# Saint-Germain-en-Coglès
Saint-Germain-en-Coglès (bret. Sant-Jermen-Gougleiz) – miejscowość i gmina we Francji, w regionie Bretania, w departamencie Ille-et-Vilaine.
Według danych na rok 1990 gminę zamieszkiwały 1794 osoby, a gęstość zaludnienia wynosiła 56 osób/km² (wśród 1269 gmin Bretanii Saint-Germain-en-Coglès plasuje się na 352. miejscu pod względem liczby ludności, natomiast pod względem powierzchni na miejscu 245.).